# Basic English
Не плутати з мовою програмування BASIC.
Бе́йсік і́нґліш (англ. Basic English — «базова англійська») — міжнародна штучна мова на основі англійської мови, створена в 1925 році британським лінгвістом Чарльзом Огденом. Вона була представлена у книзі Огдена 1930 року «Basic English: A General Introduction with Rules and Grammar» («Базова англійська: Загальний вступ з правилами та граматикою»).
Основна відмінність від англійської мови — скорочений словник (850 слів). Граматика англійської мови в «Basic English» залишилася в основному без змін.
«Ogden's Basic English 2000 word list» та «Voice of America's Special English 1500 word list» слугують словниками для Вікіпедії спрощеною англійською (Simple English).